# Апсолутна већина
Апсолутна већина или већина укупног чланства је начин избора која обично захтева да више од половине свих чланова групе (укључујући и одсутне, али присутне који не гласају) морају да гласају у корист одређеног предлога да би он био усвојен. У практичном смислу то може да значи да уздржавање од гласања може бити исто као и гласање против предлога.
Апсолутна већина може бити у супротности са простом већином гласова која захтева само већину оних који су заправо гласали за то да предлог буде усвојен и донет.
Апсолутна већина гласања се најчешће користи да се донесу значајне промене у уставу или подзаконским актима како би се обезбедило постојање значајне подршке за дати предлог.
Уколико се за политичку странку каже да има апсолутну већину, онда они поседују више чланова са правом гласа од простог кворума, која често тој странци даје додатна овлашћења, као што је могућност да се потисне вето или блокира опструкција.